# Städjan-Nipfjället
Städjan-Nipfjället är ett naturreservat som består av ett fjällmassiv med bland annat topparna Molnet 1 191 meter över havet, Städjan 1 131 meter över havet och Fjätervålen. Längst i norr ligger Klutsjövålen. Mellan Klutsjövålen och de övriga fjällen finns ett vidsträckt vildmarksområde med många skogar, myrar och sjöar.
Tillsammans med intilliggande skyddade områden - Långfjället, Rogen i Härjedalen och Femundsmarka i Norge - bildas Gränslandet, ett stort område med höga naturvärden som även har stor betydelse för friluftslivet.
De två större sjöarna Burusjön och Stora Harundsjön är omtyckta fiskevatten för ädelfisk. I området finns flera vägar, bland annat en upp på fjällhedarna mellan Nipfjället och Städjan. Den är flitigt utnyttjad av besökare och är Sveriges högst belägna väg, 1003 m ö.h. I reservatet finns flera leder och raststugor.